# Semifuzynit
Semifuzynit – macerał z grupy inertynitu.
- w węglach brunatnych macerał o zwartej budowie komórkowej. Wykazuje barwę szarą do jasnoszarej. Ciemniejsze semifuzynity mogą wykazywać fluorescencję, ale będzie ona zawsze słabsza od fluorescencji huminitu.
- w węglach kamiennych budowa komórkowa jest zatarta, może mieć duże zróżnicowanie barwy od szarej (nieco jaśniejszy od witrynitu) do żółtawo-białej. Odmiana o barwie zbliżonej do witrynitu może wykazywać fluorescencję, reszta nie wykazuje. Ma on zmienną refleksyjność w tym samym węglu. Mogą występować zrosty równoległe semifuzynitu różniącego się barwą. Odmiana o barwie żółto-białej nazywa się pirosemifuzynitem. Komórki mogą być puste lub powypełniane np. mikrynitem, żelinitem, bądź też np. minerałami ilastymi i pirytem.